# Sacroilitis
La sacroilitis o sacroiliitis es la inflamación de una o ambas articulaciones sacroilíacas, las cuales conectan los huesos sacro e ilíaco. Esta se manifiesta frecuentemente con dolor en la nalga, en la parte posterior del muslo o en la zona lumbar de la espalda. Debido a que su sintomatología es común con muchas otras enfermedades, a menudo resulta difícil de diagnosticar. La aparición de sacroilitis puede tener como fuentes secundarias enfermedades reumáticas, infecciosas u oncológicas. Está estrechamente ligada a la aparición y desarrollo de enfermedades como la espondilitis anquilosante, la enfermedad de Crohn o la colitis ulcerosa. También se trata del tipo de artritis más frecuente relacionada con la aparición de brucelosis.

## Etiología

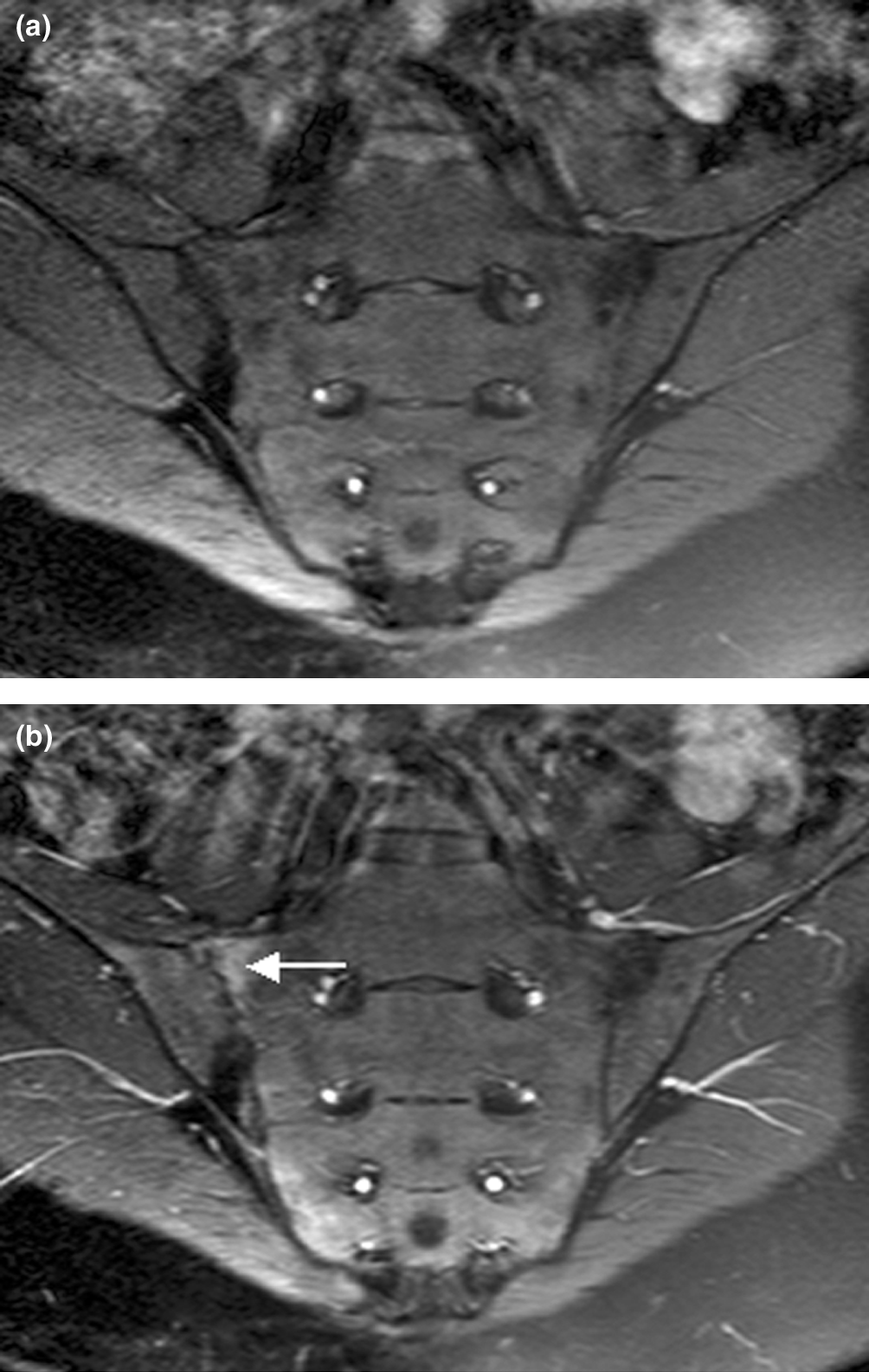
Imagen por resonancia magnética de las articulaciones sacroilíacas. Se puede observar actividad inflamatoria en la articulación de la derecha (señalada con una flecha en la segunda imagen).

La sacroilitis se encuentra entre uno de los síntomas más característicos del desarrollo temprano de espondilitis anquilosante. Sin embargo, también puede aparecer en el desarrollo patológico de otras enfermedades, tanto reumáticas como no reumáticas, como la artropatía psoriásica, la brucelosis, la enfermedad de Behçet, Artritis reactiva o el hiperparatiroidismo.
Un estudio publicado en 2014 que buscaba identificar la etiología del dolor lumbar en 136 pacientes con sacroilitis llegó a la conclusión de que el 8,8 % de los casos procedía de causas infecciosas, el 88,2 % de causas no infecciosas y el 2,9 % de causas degenerativas.

## Epidemiología
Los datos actuales sobre incidencia y prevalencia de la sacroilitis varían mucho. Algunos estudios sugieren que la prevalencia es del 10 % al 25 % en aquellos pacientes que sufren de dolor lumbar crónico. Entre los que tienen un diagnóstico confirmado, la forma de presentación más común es con dolor unilateral en la nalga (en el 94 % de los casos) y en la zona lumbar cercano a la columna (en el 74 %). Hasta el 50 % de los casos cursan con irradiación hacia una de las extremidades, el 6 % hacia la zona lumbar superior, y el 2 % hacia la parte baja del abdomen.

## Diagnóstico
Para el diagnóstico de sacroilitis, es clave reconocer sus manifestaciones clínicas: se caracteriza por presentar dolor de tipo inflamatorio y prolongado a lo largo del tiempo en la parte baja de la espalda, la nalga y la parte posterior del muslo, lo cual hace que a menudo se confunda con la sintomatología derivada de una afección del nervio ciático o con  hernias discales, y necesitará de diagnóstico diferencial para descartar esas patologías. Cuando tiene como principal factor etiológico la presencia de una enfermedad crónica reumática, el dolor suele presentarse en reposo y durante la noche, con tendencia a irradiarse y acompañado de rigidez matutina.
Con el objetivo de reproducir el dolor experimentado del paciente y confirmar el diagnóstico, es frecuente que el terapeuta realice tests de provocación de dolor que puedan orientar hacia la presencia de lesión sacroilíaca y/o disfunción a este nivel. De los tests empleados, los que demuestran un mayor grado de sensibilidad son:
- Test de presión femoral: el dolor se reproduce tras flexionar y ligeramente aducir la cadera y aplicar un movimiento de coaptación de la articulación coxo-femoral.
- Test de compresión sacroilíaca: el dolor se reproduce al aplicar presión hacia lateral sobre ambas  espinas ilíacas antero-superiores.
- Test de distracción sacroilíaca: el dolor se alivia al aplicar presión hacia medial sobre ambas espinas ilíacas antero-superiores.
- Sacral thrust test: el dolor se reproduce cuando, estando en prono el paciente, se le aplica una presión ventral en el sacro.
- Test de abducción de cadera activa a contrarresistencia del terapeuta.

Para confirmar el diagnóstico de un proceso inflamatorio activo, a menudo se emplean análisis de sangre que incluyan datos como el valor hematocrito, la velocidad de sedimentación globular (VSG), la cantidad de proteína C reactiva, los anticuerpos antinucleares presentes en la sangre o el factor reumatoide.
Además, como prueba de imagen es frecuente realizar una resonancia magnética nuclear local y, en ocasiones, una prueba radiográfica.
Aunque el cáncer suele presentarse con menor frecuencia, si hay sospecha de la existencia de un proceso maligno, deberá descartarse con otras pruebas de laboratorio.

## Tratamiento
La fisioterapia puede resultar beneficiosa sobre todo en los casos en los que el dolor está causado por hipermovilidad de la articulación. Además, puede ayudar a estabilizar y a fortalecer la musculatura lumbopélvica. En caso de disminución de la movilidad, la fisioterapia puede ayudar disminuyendo la rigidez de la articulación sacro-ilíaca. Como tratamiento farmacológico durante un brote inflamatorio agudo, a menudo se recetan antiinflamatorios no esteroideos y relajantes musculares. Estos, sin embargo, pierden efectividad en los casos en los que la enfermedad posee un carácter crónico. También existe la posibilidad de aplicar tratamiento invasivo, mediante la administración de inyecciones esteroides o analgésicas con ayuda guiada de imagen médica.
La cirugía se emplea como último recurso en pacientes con dolor crónico intenso, en cuyo caso suele procederse mediante artrodesis de la articulación mediante el empleo de tornillos.